# Marianne Meinhold
Marianne Meinhold (* 9. November 1941; † 24. Januar 2021) war eine deutsche Psychologin, Fachbuchautorin und Professorin und Rektorin der Evangelischen Hochschule Berlin.

## Werdegang
Meinhold promovierte im Jahr 1978 an der Freien Universität Berlin zum Thema Diskussionen zur Bereichsspezifität von kognitiver Komplexität: Kognitive Komplexität im Rahmen sozial-interpersonaler und naturwissenschaftlicher Problemstellungen.
Gemeinsam mit Maja Heiner, Hiltrud von Spiegel, Silvia Staub-Bernasconi veröffentlichte sie 1994 als Ergebnis einer 1987 gegründeten Arbeitsgruppe „Methoden“ der Kommission Sozialpädagogik der Deutschen Gesellschaft für Erziehungswissenschaft das Buch Methodisches Handeln in der Sozialen Arbeit. Meinhold trug hierzu ein Rahmenkonzept zum methodischen Handeln bei, das „reflexives Abarbeiten eines Entwurfes zwischen Planung und Auswertung anleitet“.
Meinhold übte Lehrtätigkeiten an der Wirtschaftsuniversität Wien und anderen Hochschulen aus. Von 1997 bis 2002 war sie Rektorin der Evangelischen Fachhochschule Berlin. Ihre Arbeitsschwerpunkte an der Evangelischen Hochschule Berlin waren die Erziehungsberatung, die Lehrerbildung und der Aufbau von Projekten zur Prävention von Gewalt in Familien.
Im Jahr 2004 wurde sie in den Hochschulrat der Fachhochschule Fulda berufen. Sie befasste sich zu dieser Zeit mit der Organisationsberatung, der Projektberatung und der Fortbildung.
Marianne Meinhold ruht auf dem Waldfriedhof Zehlendorf (Feld 002-80) ohne Grab- oder Kissenstein.

## Veröffentlichungen
als Autorin:
- mit Walter Hollstein: Erziehung und Veränderung. Entwurf einer handlungsbezogenen Sozialisationstheorie, Luchterhand 1975, ISBN 978-3-472-58024-9
- mit Andrea Kunsemüller: Von der Lust am Älterwerden. Frauen nach der midlife crisis, Fischer 1978, ISBN 3-596-23702-5
- mit Andrea Kunsemüller: Es muss nicht immer Trennung sein. Über das Leben allein, zu zweit und anderswo, Fischer 1982, ISBN 3-596-23824-2
- Sozialarbeiterinnen – Frauenkarrieren: Aufstiegswünsche und Barrieren, Votum 1993, ISBN 978-3-926549-64-8
- mit Maja Heiner, Hiltrud von Spiegel, Silvia Staub-Bernasconi: Methodisches Handeln in der Sozialen Arbeit, 1994 (4. erweiterte Auflage Lambertus 1998, ISBN 978-3-7841-1083-7)
- Qualitätssicherung und Qualitätsmanagement in der Sozialen Arbeit. Einführung und Arbeitshilfen, 3. ergänzte Auflage Lambertus 1998, ISBN 978-3-7841-1022-6
- mit Christian Matul: Qualitätsmanagement aus der Sicht von Sozialarbeit und Ökonomie (Studienkurs Management in der Sozialwirtschaft), 1. Auflage Nomos 2003, ISBN 978-3-8329-0207-0 (2. Auflage Nomos UTB 2011, ISBN 978-3-8252-3568-0)

als Herausgeberin:
- mit Walter Hollstein: Sozialarbeit unter kapitalistischen Produktionsbedingungen. Frankfurt: Fischer 1973
- mit Walter Hollstein: Sozialpädagogische Modelle, Campus 1977

Meinhold hat außerdem zahlreiche Artikel in Fachzeitschriften veröffentlicht.